# Imōto sae ireba ii.
Imōto sae ireba ii. (Nhật: 妹さえいればいい dịch Tôi chỉ cần em gái mà thôi) là một bộ light novel được viết bởi Hirasaka Yomi và được minh họa bởi Kantoku. Được xuất bản dưới ấn hiệu là Gagaga Bunko bởi nhà xuất bản Shogakukan. Một bản chuyển thể anime được Silver Link sản xuất đã phát sóng vào ngày 8 tháng 10 năm 2017.

## Nội dung
Câu chuyện kể về cuộc sống của một tiểu thuyết gia sáng tác Light Novel có tên là Hashima Itsuki. Mẹ của cậu qua đời lúc cậu học cấp ba và là nguồn động lực để cậu viết tiểu thuyết, vì người cha của cậu đã tái hôn với một người phụ nữ khác nên cậu đã chán ghét và dọn ở riêng. Cậu luôn có một niềm khao khát là có một cô em gái và thực tế rằng cậu là một tên cuồng em gái, nhưng đó cũng là nguồn cảm hứng và động lực cho cậu sáng tác tiểu thuyết.

## Nhân vật
Hashima Itsuki (Tiếng Nhật: 羽島 伊月)
Cậu là một nhà văn 20 mươi tuổi ám ảnh với những thứ liên qua tới em gái. Cậu bắt đầu viết tiểu thuyết từ hồi còn học trung học, toàn bộ tiểu thuyết của cậu thì nữ chính luôn là em gái. Trong vòng 5 năm thì cậu đã viết hơn 20 cuốn sách, một vài trong số đó thì được xếp hạng khá cao, tuy nhiên do tính cách bất đồng và cách viết ngẫu hứng nên cậu cũng chỉ được đánh giá là một nhà văn khá tầm thường. Quan hệ giữa cậu với gia đình rất tệ vì khi mẹ cậu qua đời thì chỉ ba năm sau cha cậu đã tái hôn với một người phụ nữ khác, cậu và cha cậu đã nảy sinh mâu thuẫn và cậu đã bỏ nhà ra ở riêng. Đến cuối truyện thì cậu đã cầu hôn Nayuta, truyện kết thúc với việc cậu và Nayuta kết hôn, có một đứa con trai được đặt tên là Sora.
Hashima Chihiro (Tiếng Nhật: 羽島 千尋)
Chihiro xuất hiện ban đầu với vai trò là em trai kế của Itsuki nhưng Itsuki đã không biết được rằng thực ra Chihiro là con gái. Lý do cho việc này là vì người cha đã nghĩ rằng việc che giấu giới tính này sẽ đảm bảo an toàn cho cô bé trước tính cách ám ảnh với em gái của người anh. Cô chỉ che dấu thân phận thật trước Itsuki và những người mà Itsuki quen biết. Cô rất thích làm việc nhà và trông nhà. Giới tính thật của Chihiro chỉ bị tiết lộ trong tập 9 đến tập 10 khi mà một lần Nayuta vô tình tiết lộ.
Kani Nayuta (Tiếng Nhật: 可児 那由多)
Nayuta là một nhà văn 18 tuổi tài năng cô dành được nhiều giải thưởng về văn học dành cho người mới bắt đầu. Tuy nhiên Kani Nayuta chỉ là bút danh của cô, tên thật của cô vẫn chưa ai biết được, thậm chí cả Itsuki cũng không biết. Cô chỉ có thể viết tiểu thuyết khi cô đang ở trong tình trạng khỏa thân. Cô có một quá khứ bị bắt nạt thậm tệ hồi còn học trung học, nhưng sau khi đọc được tiểu thuyết của Itsuki cô đã yêu anh ta và không ngần ngại thể hiện tình cảm đó. Sau này tên thật của cô được tiết lộ là Honden Kazuko (Tiếng Nhật: 本田 和子). Cuối truyện cô được Itsuki cầu hôn, sau đó kết hôn với anh và họ có được một đứa con trai cũng như cô đang mang trong mình một đứa bé nữa.
Shirakawa Miyako (Tiếng Nhật: 白川 京)
Là bạn học cùng lớp với Itsuki ở đại học, ban đầu cô có ấn tượng xấu về anh nhưng sau này khi hiểu được câu chuyện của Itsuki thì cô đã cảm thông. Sau khi Itsuki bỏ học đại học thì cô vẫn tìm đến anh. Tuy rằng cô yêu Itsuki nhưng cô vẫn ủng hộ mối tình của Itsuki và Nayuta.
Fuwa Haruto (Tiếng Nhật: 不破 春斗)
Haruto cũng là một tiểu thuyết gia cùng thời với Itsuki. Tuy rằng có vẻ ngoài lạnh lùng nhưng thật tế anh rất thích các nữ nhân vật hầu gái và anh còn có cả một bộ sưu tập rất nhiều trò chơi điện tử người lớn. Tuy là một nhà văn khá nổi tiếng nhưng bộ anime được chuyển thể từ tiểu thuyết của anh là bị đánh giá thấp do nó chỉ được sử dụng như một công cụ luyện nghề cho các diễn viên lồng tiếng mới vào nghề. Sau thất bại của bộ anime, anh được Miyako động viên và đã phải lòng cô ấy, thế nhưng anh phát hiện ra rằng Miyako lại thích Itsuki thế nên anh quyết định cố gắng theo đuổi với "tốc độ của mình".

## Các chuyển thể

### Light novel
Tôi chỉ cần em gái mà thôi được sáng tác bởi Hirasaka Yomi và được minh họa bởi Kantoku. Được Shogakukan xuất bản vào ngày 18 tháng 3 năm 2015 dưới ấn phẩm Gagaga Bunko. Phiên bản có giới hạn của tập 4 và tập 7 bao gồm cả một CD cũng đã được xuất bản. Hiện tại ở Việt Nam, bộ truyện chưa được mua bản quyền
| #  | Ngày phát hành Tiếng Nhật | ISBN Tiếng Nhật   |
| -- | ------------------------- | ----------------- |
| 1  | 18 tháng 3 năm 2015       | 978-4-09-451507-7 |
| 2  | 17 tháng 7 năm 2015       | 978-4-09-451560-2 |
| 3  | 18 tháng 11 năm 2015      | 978-4-09-451580-0 |
| 4  | 18 tháng 3 năm 2016       | 978-4-09-451598-5 |
| 5  | 20 tháng 7 năm 2016       | 978-4-09-451618-0 |
| 6  | 20 tháng 12 năm 2016      | 978-4-09-451646-3 |
| 7  | 18 tháng 5 năm 2017       | 978-4-09-451677-7 |
| 8  | 20 tháng 9 năm 2017       | 978-4-09-451697-5 |
| 9  | 20 tháng 2 năm 2018       | 978-4-09-451719-4 |
| 10 | 18 tháng 7 năm 2018       | 978-4-09-451742-2 |
| 11 | 18 tháng 12 năm 2018      | 978-4-09-451765-1 |
| 12 | 18 tháng 4 năm 2019       | 978-4-09-451782-8 |
| 13 | 18 tháng 9 năm 2019       | 978-4-09-451808-5 |
| 14 | 18 tháng 2 năm 2020       | 978-4-09-451828-3 |

#### Manga
Một bộ Manga cùng tên có tựa Imōto Sae Ireba Ii được minh họa bởi Idu và được xuất bản thường kỳ bởi Shogakukan từ tháng 1 năm 2016 cho tới tháng 9 năm 2018. Shogakukan cũng xuất bản 9 tập Tankōbon từ tháng 5 năm 2016 tới tháng 10 năm 2019.
| # | Ngày phát hành       | ISBN              |
| - | -------------------- | ----------------- |
| 1 | 19 tháng 5 năm 2016  | 978-4-0915-7448-0 |
| 2 | 18 tháng 11 năm 2016 | 978-4-0915-7465-7 |
| 3 | 19 tháng 5 năm 2017  | 978-4-0915-7485-5 |
| 4 | 20 tháng 9 năm 2017  | 978-4-0915-7499-2 |
| 5 | 19 tháng 2 năm 2018  | 978-4-0915-7514-2 |
| 6 | 17 tháng 8 năm 2018  | 978-4-0915-7538-8 |
| 7 | 19 tháng 2 năm 2019  | 978-4-0915-7559-3 |
| 8 | 19 tháng 6 năm 2019  | 978-4-0915-7566-1 |
| 9 | 18 tháng 10 năm 2019 | 978-4-0915-7576-0 |